# Майи-сюр-Сей
Майи́-сюр-Сей (фр. Mailly-sur-Seille) — коммуна во французском департаменте Мёрт и Мозель, региона Лотарингия. Относится к  кантону Номени.

## География
Расположен в 25 км к северу от Нанси. Соседние коммуны: Рокур на северо-западе, Флен на востоке, Абокур на юге, Номени на юго-западе. 	
Здесь проходила франко-германская граница в 1871—1914 годах.					

## Демография
Население коммуны на 2010 год составляло 258 человек.
| 1962 | 1968 | 1975 | 1982 | 1990 | 1999 | 2010 |
| ---- | ---- | ---- | ---- | ---- | ---- | ---- |
| 226  | 230  | 235  | 230  | 204  | 219  | 258  |